# Ponta do Sol (Madeira)
A Ponta do Sol é um município português na ilha da Madeira, Região Autónoma da Madeira, com sede na vila de Ponta do Sol que dá igualmente o nome à freguesia homónima a que pertence.
O município tem 46,19 km² de área e 8 862 habitantes (2011), subdividido em três freguesias, sendo limitado a norte pelos municípios do Porto Moniz e de São Vicente, a leste pela Ribeira Brava, a oeste pela Calheta e a sul tem litoral no oceano Atlântico.

## Toponímia
| “ | (…) Ponta do Sol se chama assi por ter uma ponta ao Occidente da villa que tem o parecer… aonde também dá o sol primeiro que na villa quando nace | ” |
|   | — Gaspar Frutuoso, Saudades da Terra (respeitando-se a grafia original do autor).                                                                 |   |

Segundo Gaspar Frutuoso, o seu topónimo surge porque em 1420, João Gonçalves Zarco, em viagem de reconhecimento da costa da Madeira, atingiu uma ponta que entrava no mar e sobre a qual se avistava uma rocha que, de tão polida pela rebentação das ondas, parecia iluminada pelo reflexo dos raios solares, daí a designação de Ponta do Sol.

## História
O povoamento da Ponta do Sol ocorre por volta de 1425, pouco tempo depois da descoberta da ilha, por colonos portugueses oriundos do Minho, das Beiras e do Algarve.
Devido à fertilidade dos seus solos, foi desde sempre aproveitada para as chamadas culturas ricas, sendo na época da colonização um dos mais ativos centros de produção agrícola, especialmente da cana-de-açúcar. Não alheio a isso, a 2 de dezembro de 1501, por alvará de D. Manuel I, esta povoação é elevada à categoria de vila e concelho municipal.
Desde o início do seu povoamento, a cana sacarina constituiu a principal economia do concelho, sendo usado como moeda de troca com o reino por outros produtos necessários à vida quotidiana, como ferramentas, tecidos, sal, azeite, e outros.
Ao fim da Era de quatrocentos, já a produção do «ouro branco» era bastante para o consumo regional e nacional e, ainda, suficiente para exportar.

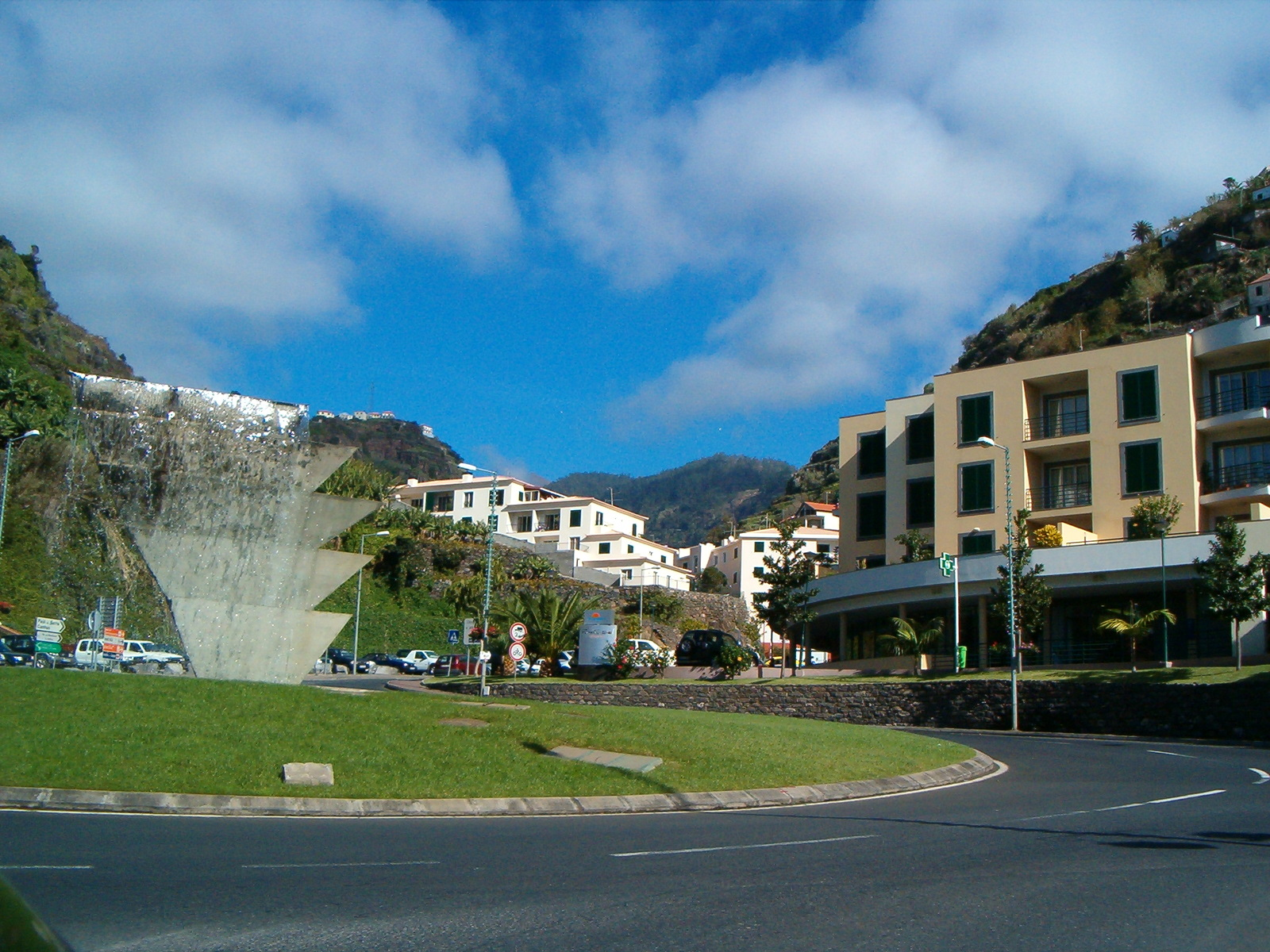
Monumento alusivo aos 500 anos do concelho.

Para o progresso desta povoação, e à semelhança do que aconteceu em toda a parte sul da Ilha, contribuíram, para além dos portugueses, elementos estrangeiros, nomeadamente, flamengos, ingleses, escandinavos, lombardos, genoveses, judeus e alguns escravos mouriscos e africanos, de modo a satisfazer a carência de mão-de-obra nas plantações durante o auge do ciclo do açúcar na Ilha.
Em 1835, foram acrescentadas ao concelho as freguesias da Tabua, Ribeira Brava e Serra de Água, facto que em 1914, depois da Implantação da República, viu-se alterado pela criação do concelho da Ribeira Brava, voltando a diminuir-se a extensão do concelho da Ponta do Sol. Tornando-se, assim, o concelho mais pequeno da Região Autónoma da Madeira, facto que se mantém até aos dias de hoje.
Entre finais do século XIX e princípios do século XX, a Ponta do Sol deteve uma posição de forte influência política e cultural na zona Oeste da Madeira, facto registado pela publicação de cinco títulos de jornais no concelho, um dos quais, o Brado d'Oeste, que se prolongou por uma década (1909 a 1918), e registou 858 números. Chegou a existir, também, três salas de cinema, uma em 1932, outra em 1934 e outra, ainda, em 1967, sendo que atualmente nenhuma delas se encontra operacional.
Hoje em dia, este concelho regista um grande desenvolvimento cultural, económico e social, sendo uma localidade muito procurada pelo clima, pelo rico património e pelas belezas naturais.

### História no Século XVIII
No século XVIII, «o concelho da Ponta do Sol vivia, um pouco sobre a dependência do Funchal, não só pelo distanciamento, mas também pela escassez de meios humanos, como salientava, logo em 1769, o corregedor da comarca, citando os seus 54 vizinhos». O corregedor consultava o escrivão da Câmara, Hilário Manuel de Castro, mas obteve, entretanto, outras informações, salientando que era «uma vila muito pequena e com a falta de homens, estes estavam aptos para servirem os cargos do Governo e apenas compreenderem no seu limitado termos duas freguesias» , neste caso, os Canhas e a Madalena do Mar. A relação da Câmara com o juiz era instável visto que levou «esta a queixar-se do mesmo na correição de 1737 acusando o juiz sendo assistente da cidade do Funchal», ordenava prender na Ponta do Sol, «o alcaide e o escrivão, todas as vezes que lhe parecia»  acabando por se suceder muitas vezes a vereação sem oficiais, isto porque muitas vezes «o escrivão acumulava os dois lugares embora só recebesse por um» , tinha deferido o corregedor Manuel Vieira Pedrosa da Veiga que não cabia ao juiz tal regalia de determinar prender o alcaide ou o escrivão. Em outros termos, ainda havia «a Câmara que recebia o juiz nas suas deslocações 2$400 reis por dia para distribuir pelos órfãos». A conveniência da queixa mantinha-se em 1768, levando o corregedor Francisco Moreira de Matos a recopiar esse capítulo. 

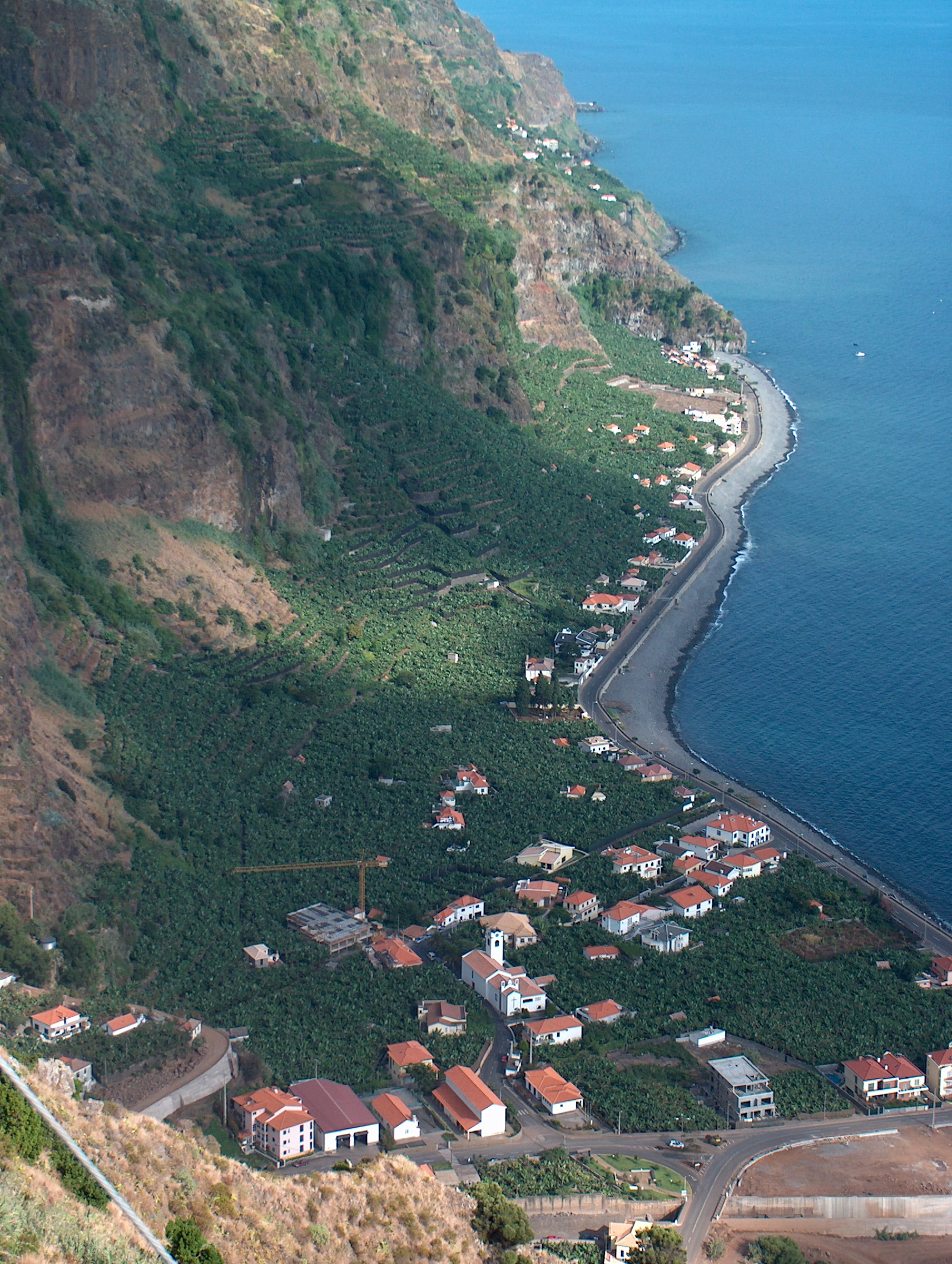
Madalena do Mar.

«Embora as queixas se aplicassem ao anterior juiz dos órfãos do Funchal e da Ponta do Sol, Manuel de Carvalho Valdavesso e apesar, de nos meados do século ser então o juiz o Dr. António da Silva Conde, que possuía nesta vila um procurador,(…) desde sempre que não existia, nem sequer na Ponta do Sol, a chamada a arca dos órfãos», falta ordenada a providenciar nas correições anteriores. Apenas no prosseguimento das correições de Francisco Moreira de Matos e na segunda correição de 1769 foi decidido o problema havendo indicação expressa do corregedor e ordem à Câmara e ao juiz para que remetesse à produção de uma arca para guardar o dinheiro dos órfãos e que acabou por ser paga pela Câmara, acionando o assunto do procurador e mencionando depois nas vereações que, sem a arca, o dinheiro se desvanecia sem saber da sua existência. No início do século XIX, já este juízo estava integrado na Câmara. 
«A vereação da Câmara da Ponta do Sol, à semelhança do Funchal era constituída por dois juízes ordinários, três vereadores e um procurador do Concelho». Devido aos problemas populacionais, não havia lugar para um tesoureiro, nem para os procuradores dos mesteres, até pela sua curta representatividade na vila dos mesmos. «A Câmara funcionava geralmente com três dos elementos, revesando-se nesse serviço os juízes e os vereadores entre si, comparecendo, assim só um juiz e um vereador a cada sessão, e o procurador do concelho. Os oficiais nomeavam ainda o alcaide coadjuvado pelos quadrilheiros: quatro para a vila, um ou dois para os lugares da Madalena do Mar e dos Canhas, e os almotacés, cargo semestral provido nos membros da anterior vereação». As eleições trienais eram orientadas por um ouvidor e de seguida por um corregedor ou pelos seus delegados, já as eleições normais por um juiz ordinário, isto é, o juiz mais velho da vereação renunciante.  
«O único poder local que algumas vezes apareceu a criar alguns problemas à vereação camarária foi a colegiada de Nossa Senhora da Luz, da matriz da vila, apagando-se de imediato», quase que não teve alguma alteração ao longo dos séculos XVII/XVIII, optando sempre pelos elementos e ordenados na altura de quando tinha sido criada nos finais do século XVII.
O século XVIII obteve uma demarcação de poderes e esferas da ação, o que na Ponta do Sol, era observável nas próprias propriedades e nas ligações entre o juiz e os órfãos e com o ouvidor do capitão – donatário. «Na correição de 1684, levada a cabo pelo desembargador António Martins Machado, a Câmara desconhecia a existência de foral tendo então sido efetuada uma cópia.»

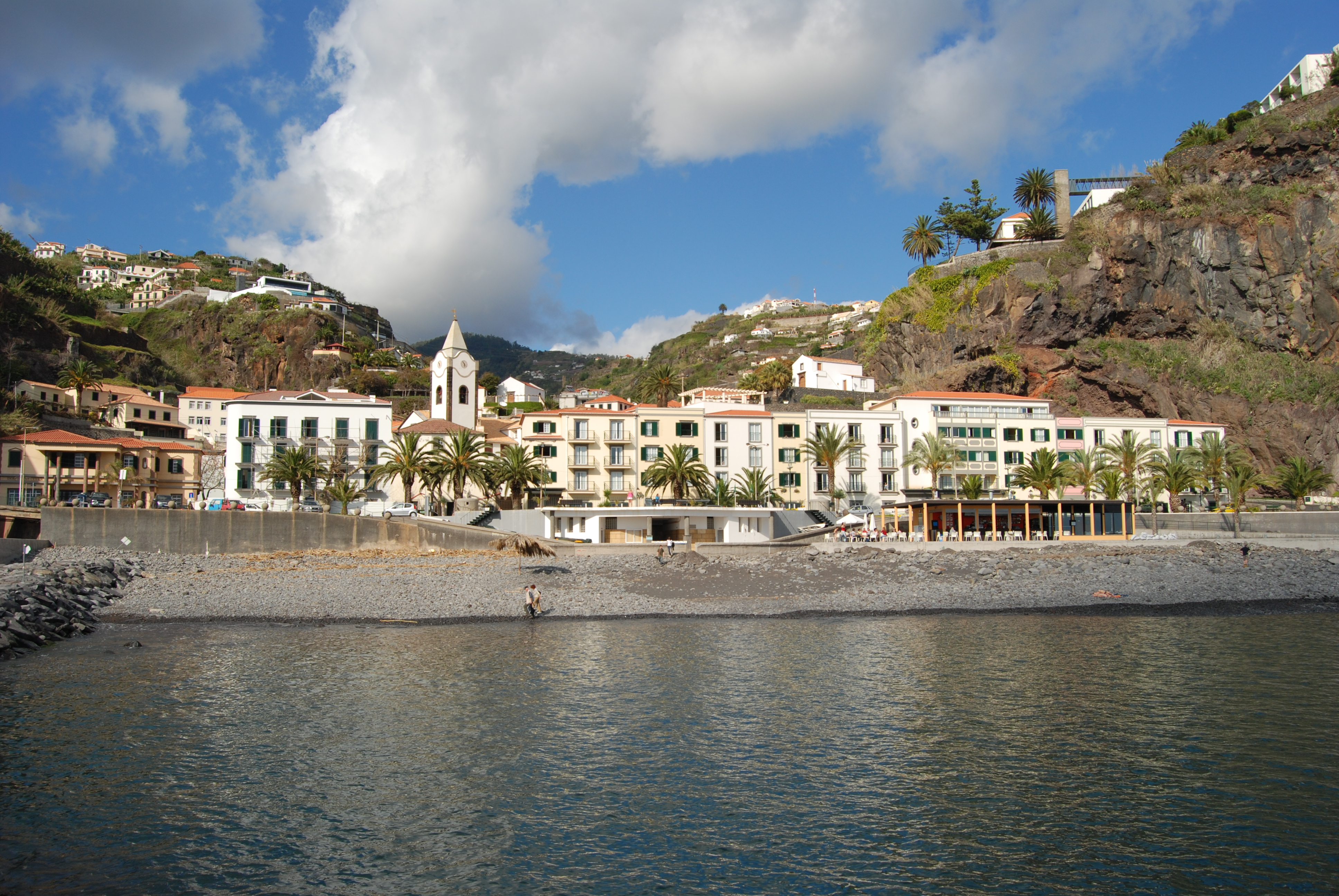
Vila da Ponta do Sol.

Uma das maiores inquietações do século XVIII na Ponta do Sol, «foi a progressiva devastação das serras e as consequentes aluviões, que causaram graves prejuízos na parte baixa das vilas, sendo na Ponta do Sol devidas ao fabrico de carvão vegetal». Em 1747, a Câmara atua na notificação de todas os indivíduos que tinham o hábito de produzir carvão para não o venderem para fora. A mesma lei foi dada aos patrões, para não carregarem carvão para fora do poder jurídico deste concelho. «No ano seguinte, a Câmara mandou copiar mesmo o velho regimento das madeiras de 1562, para poder fazer face à situação. Em 1749, o procurador do Concelho contestava que apesar das interdições continuar-se-ia a proceder ao corte de madeira para a lenha, para carvão e para exportação. 
Só em 1771 foi instaurado a reflorestação das áreas altas ponta-solenses, embora já estivessem citados na correição de 1684. «Logo em 1769, o problema da Ponta do Sol era o de uma certa rarefação populacional». Assim, em 1778, alguns agricultores reclamaram do procurador do concelho, António José Spínola, e então concederam a ordem de prisão ao procurador.
«Efetivamente, depois de uma época de alguma euforia económica, como foi a época da safra açucareira dos séculos XV/XVI, a partir de meados do século XVI, o Ponta do Sol passou a conhecer uma certa recessão “visível, como no caso do arrendamento da incumbência dos vinhos na qual metade deveria reverter para a forte do Funchal.
Contudo, o turismo na Ponta do Sol tem crescido com o passar dos séculos e tem sido visto como uma mais valia «dadas as potencialidades do concelho tais como o bom clima, temperaturas da água do mar cálidas e uma frente de mar invejável, proporcionando boas condições» . Seguidamente existe também as belezas naturais que se acrescentam nas três freguesias da Ponta do Sol.

## Clima e relevo

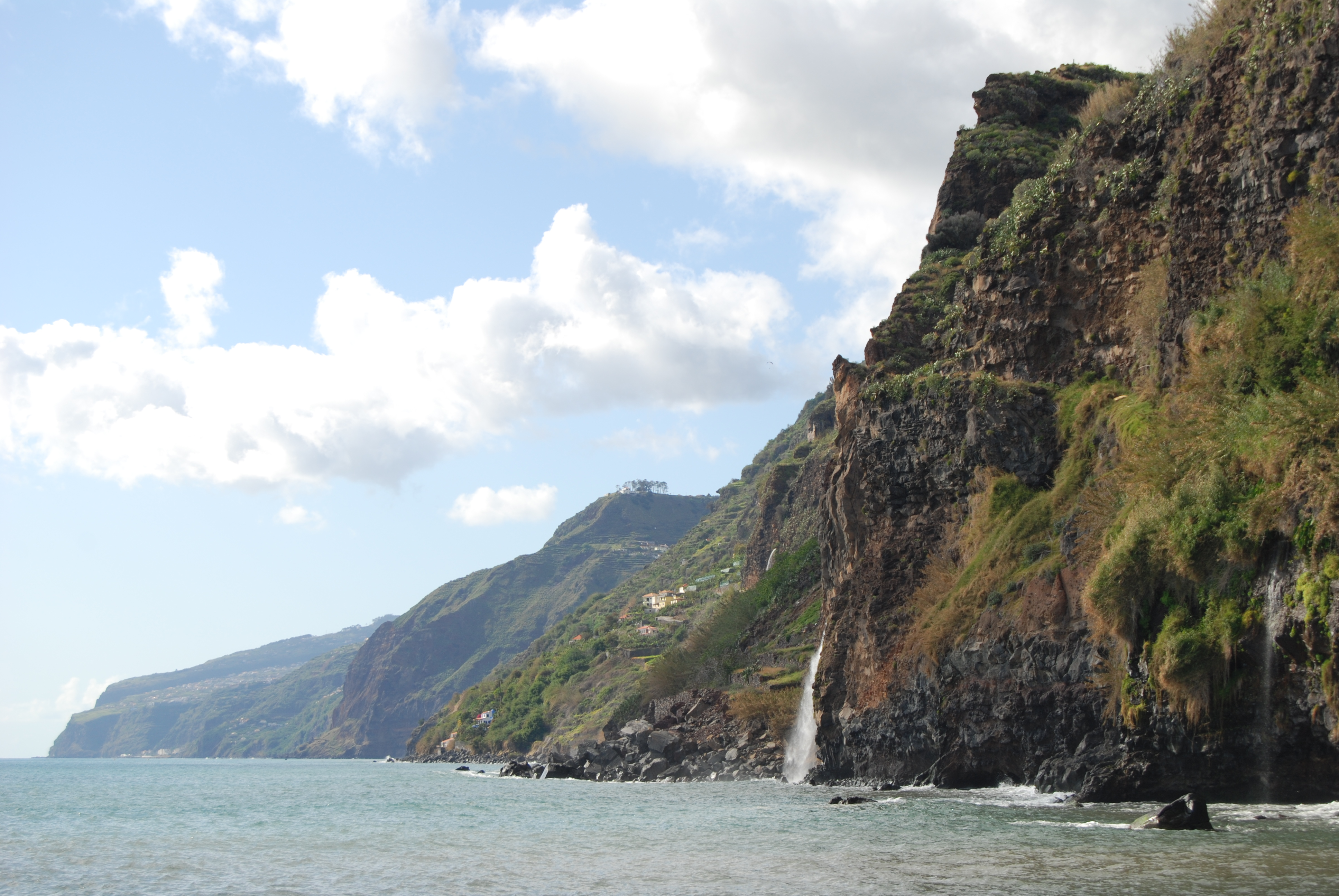
Costa marítima da Ponta do Sol.

A Ponta do Sol possui um clima subtropical, segundo Köppen-Geiger, com uma temperatura média durante o ano de 19,4 °C, sendo considerado o concelho onde o sol brilha durante maior número de horas.
Quanto ao relevo apresenta uma morfologia bastante acidentada, tendo alguns montes com altitudes superiores a 1000 m, como Fonte do Juncal (1595 m) e Loiral (1415 m), e serras, de menor altitude, como a de Salões, com 479 m. Aí situa-se um dos pontos mais altos da ilha da Madeira o Paul da Serra, sendo este o único planalto existente na ilha, com 24 km² de superfície e 1500 m de altitude.
Como recursos hídricos são de destacar a ribeira da Ponta do Sol e a de Santiago.

## População
| Número de habitantes | Número de habitantes | Número de habitantes | Número de habitantes | Número de habitantes | Número de habitantes | Número de habitantes | Número de habitantes | Número de habitantes | Número de habitantes | Número de habitantes | Número de habitantes | Número de habitantes | Número de habitantes | Número de habitantes |
| -------------------- | -------------------- | -------------------- | -------------------- | -------------------- | -------------------- | -------------------- | -------------------- | -------------------- | -------------------- | -------------------- | -------------------- | -------------------- | -------------------- | -------------------- |
| 1864                 | 1878                 | 1890                 | 1900                 | 1911                 | 1920                 | 1930                 | 1940                 | 1950                 | 1960                 | 1970                 | 1981                 | 1991                 | 2001                 | 2011                 |
| 8 287                | 9 360                | 9 137                | 10 452               | 13 212               | 12 114               | 13 296               | 14 984               | 15 735               | 13 829               | 10 945               | 9 149                | 8 756                | 8 125                | 8 862                |

(Obs.: Número de habitantes "residentes", ou seja, que tinham a residência oficial neste concelho à data em que os censos  se realizaram.)
| Número de habitantes por Grupo Etário | Número de habitantes por Grupo Etário | Número de habitantes por Grupo Etário | Número de habitantes por Grupo Etário | Número de habitantes por Grupo Etário | Número de habitantes por Grupo Etário | Número de habitantes por Grupo Etário | Número de habitantes por Grupo Etário | Número de habitantes por Grupo Etário | Número de habitantes por Grupo Etário | Número de habitantes por Grupo Etário | Número de habitantes por Grupo Etário | Número de habitantes por Grupo Etário |
| ------------------------------------- | ------------------------------------- | ------------------------------------- | ------------------------------------- | ------------------------------------- | ------------------------------------- | ------------------------------------- | ------------------------------------- | ------------------------------------- | ------------------------------------- | ------------------------------------- | ------------------------------------- | ------------------------------------- |
|                                       | 1900                                  | 1911                                  | 1920                                  | 1930                                  | 1940                                  | 1950                                  | 1960                                  | 1970                                  | 1981                                  | 1991                                  | 2001                                  | 2011                                  |
| 0-14 Anos                             | 7 232                                 | 8 207                                 | 4 327                                 | 4 800                                 | 5 917                                 | 5 499                                 | 4 818                                 | 4 025                                 | S/ dados                              | 2 072                                 | 1 669                                 | 1 616                                 |
| 15-24 Anos                            | 3 231                                 | 3 324                                 | 2 378                                 | 2 410                                 | 2 670                                 | 3 139                                 | 2 528                                 | 1 485                                 | S/ dados                              | 1 567                                 | 1 195                                 | 1 122                                 |
| 25-64 Anos                            | 7 366                                 | 7 232                                 | 4 184                                 | 5 104                                 | 5 325                                 | 5 506                                 | 5 442                                 | 4 110                                 | S/ dados                              | 3 707                                 | 3 856                                 | 4 479                                 |
| = ou > 65 Anos                        | 1 109                                 | 1 275                                 | 630                                   | 863                                   | 987                                   | 983                                   | 1 041                                 | 1 325                                 | S/ dados                              | 1 410                                 | 1 405                                 | 1 645                                 |
| > Id. desconh                         | 35                                    | 64                                    | 0                                     | 13                                    | 12                                    |                                       |                                       |                                       |                                       |                                       |                                       |                                       |

(Obs: De 1900 a 1950 os dados referem-se à população "de facto", ou seja, que estava presente no concelho à data em que os censos se realizaram. Daí que se registem algumas diferenças relativamente à designada população residente)

## Freguesias e distribuição da população

Freguesias do município da Ponta do Sol.

Segundo os censos de 2001, a população do concelho totalizava 8 125, distribuídas pelas três freguesias da seguinte maneira:
1. Ponta do Sol: 4 224 hab.
2. Canhas: 3 214 hab.
3. Madalena do Mar: 687 hab.

## Património edificado
- Igreja de Nossa Senhora da Luz - igreja matriz
- Igreja de Nossa Senhora da Conceição
- Igreja de Nossa Senhora da Piedade
- Igreja de Santa Maria Madalena
- Igreja do Cristo Rei
- Capela do Espírito Santo
- Capela de Santo António
- Capela de Santo Amaro
- Capela de São João Baptista
- Capela de São Sebastião
- Capela de Nossa Senhora dos Anjos
- Capela de Nossa Senhora do Livramento
- Capela de Nossa Senhora da Piedade
- Centro Cultural John dos Passos
- Monumento de Santa Teresinha
- Solar dos Esmeraldos
- Palacete do Lugar de Baixo
- Cais da Ponta do Sol
- Ponte do Caminho Real
- Relógio de Água
- Via Sacra, Canhas

## Economia
As atividades económicas concentram a maioria da população no setor primário, correspondendo a 44 km² para a prática agrícola. Destacando-se o cultivo de cana-de-açúcar, horticultura, floricultura e banana, sendo que a última é o concelho da região que mais produz, graças às excelentes condições ao seu cultivo.
Existe, ainda, uma empresa de exportação de plantas que exporta, intensamente, para a França. Destaca-se, também, para o crescimento do comércio tradicional e da hotelaria.

## Gastronomia e artesanato
Na gastronomia do concelho encontram-se os pratos típicos da região, como a espetada em espeto de louro, caldeirada de peixe, bifes de atum, filetes de espada preto, lapas grelhadas, entre outros.
Quanto ao artesanato, os principais trabalhos do concelho são: tapeçaria de retalhos, telas, bordado Madeira, tanoaria e obras de vime. Destaque-se ainda o facto de na Lombada da Ponta do Sol serem criadas e utilizadas castanholas de tamanho e toque característico e único desta mesma zona do concelho em especial nos grupos que se juntam no adro da igreja de nossa senhora da Conceição após as missas do parto. Actualmente este instrumento musical é construído apenas por um habitante local (Raul Gaspar) nos seus tempos livres.

## Personalidades de relevo

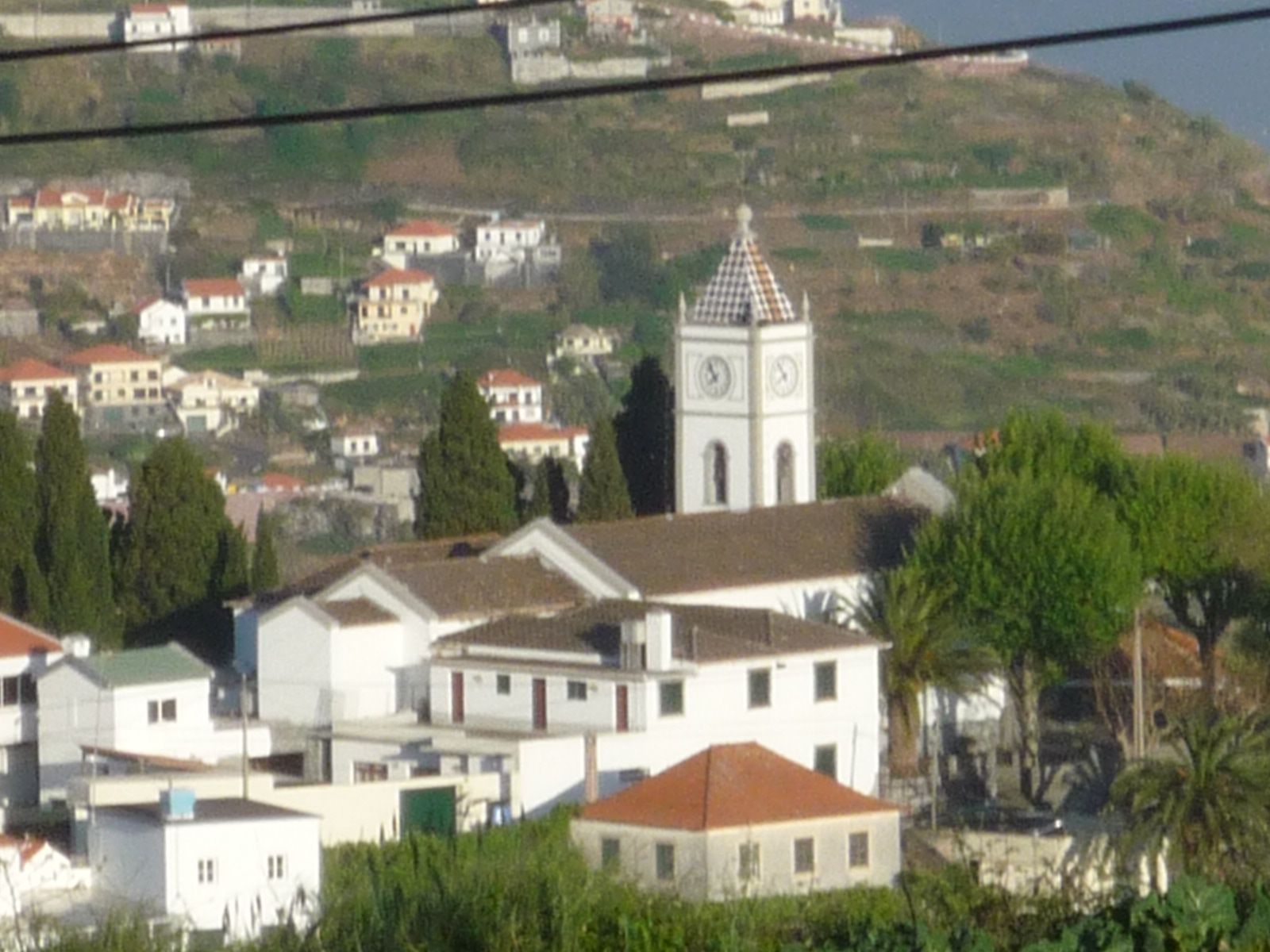
Canhas.

O pai do escritor norte-americano John dos Passos era originário da freguesia da Ponta do Sol, facto lembrado no nome do principal equipamento cultural do município, o Centro Cultural John dos Passos.
A escritora e dramaturga Eugénia Rego Pereira nasceu neste município em 1877.

## Geminações
A vila de Ponta do Sol está geminada com:
- Ribeira Grande, Cabo Verde[7]

Uma curiosidade sobre essa geminação, é que no concelho da Ribeira Grande existe uma vila homónima à vila da Ponta do Sol.